# Mangudaï (cavalerie)
Pour les articles homonymes, voir Mangudaï.

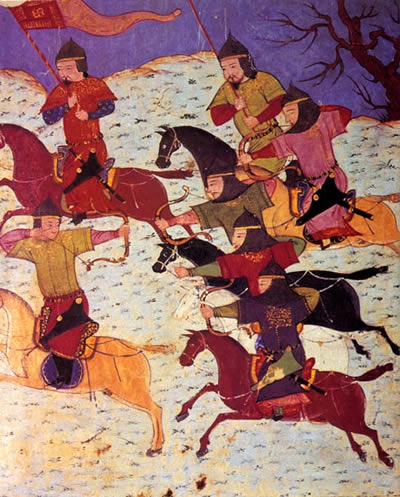

Les Mangudaïs sont, durant le Moyen Âge, des unités de cavalerie légère de l'Empire mongol. Elles sont nommées d'après la tribu Manghit. Ils étaient des archers de cavalerie d’élite des Mongols. Ceux-ci ont suivi la tactique traditionnelle des peuples de steppe précédents (par exemple les Scythes, les Parthes, les Huns). Sur le champ de bataille, Ils attaquent leurs ennemis en formant des essaims, profitant de la grande mobilité des cavaliers et de la puissance de pénétration de leurs arcs composites. L’ennemi, décimé et démoralisé par de telles attaques, est par la suite éliminé par la cavalerie lourde.
Les Mangudaïs utilisèrent la flèche du Parthe, qui consiste en une fausse retraite pour inciter l'ennemi à poursuivre les fuyards et qu'ainsi les archers de cavalerie puissent se retourner et leur tirer dessus, à découvert et désorganisés.
Ils formaient l'avant-garde mongole, suffisamment puissante pour vaincre des forces importantes avant l'arrivée de l'armée principale, lui donnant le temps d'intervenir correctement.

## Dans la culture populaire

### Jeux vidéo
Le mangudaï est une unité unique des Mongols dans les jeux de stratégie en temps réel Age of Empires II et Age of Empires IV.